# Stephano (Mond)
 Stephano (auch Uranus XX) ist der siebtäußerste der 27 bekannten und der drittinnerste der äußeren retrograden irregulären Monde des Planeten Uranus. Er ist einer der kleineren natürlichen Satelliten des Planeten.

## Entdeckung und Benennung
Stephano wurde am 18. Juli 1999 durch ein Team bestehend aus den Astronomen Brett J. Gladman, Matthew J. Holman, John J. Kavelaars, Jean-Marc Petit und Hans Scholl auf fotografischen Aufnahmen zusammen mit den Uranusmonden Prospero und Setebos entdeckt. Die Aufnahmen wurden durch das 3,6-Meter-Canada-France-Hawaii Telescope auf dem Mauna Kea auf Hawaii (USA) angefertigt. Die Entdeckung wurde am 27. Juli 1999 bekannt gegeben; der Mond erhielt zunächst die vorläufige Bezeichnung S/1999 U 2.
Am 21. August 2000 hat der Mond dann den offiziellen Namen Stephano erhalten, wie alle irregulären Uranusmonde außer Margaret nach einer Gestalt in William Shakespeares Komödie Der Sturm. Stephano ist ein betrunkener Diener, ein Schiffbrüchiger, der von Caliban als neuer Herr und Gott auserkoren wird, um den Zauberer Prospero zu töten, der Caliban auf einer Insel gefangenhält. Schließlich sieht Caliban ein, dass der Alkoholiker Stephano Prospero nicht ebenbürtig ist und unterstellt sich diesem wieder.
Bislang wurden alle Uranusmonde nach Figuren von Shakespeare oder Alexander Pope benannt. Die ersten vier entdeckten Uranusmonde (Oberon, Titania, Ariel, Umbriel) wurden nach Vorschlägen von John Herschel, dem Sohn des Uranus-Entdeckers Wilhelm Herschel, benannt. Später wurde die Tradition der Namensgebung beibehalten.

## Bahneigenschaften

Einordnung in die irregulären Monde

Stephano umläuft Uranus auf einer retrograden, für einen irregulären Mond relativ leicht elliptischen Umlaufbahn zwischen 6.200.000 und 9.800.000 km von dessen Zentrum (Große Bahnhalbachse 8.004.000 km). Die Bahnexzentrizität beträgt 0,2248; die Bahn ist 143,82° gegenüber der Ekliptik geneigt. Stephano ist über 13-mal so weit von Uranus entfernt wie der äußerste reguläre Mond Oberon.
Bedingt durch die große Distanz zu Uranus und gravitative Störungen durch die Sonne und andere Faktoren sind die Bahnparameter dadurch möglicherweise variabel; der Mond könnte vielleicht auch (wieder) in eine heliozentrische Umlaufbahn gelangen.
Stephano ist ein Mitglied der Caliban-Gruppe, einer Untergruppe der irregulären Monde mit moderater Exzentrizität und hohen Bahnneigungen zwischen 140° und 170°, zu der auch Francisco, Caliban und Trinculo gehören.
Die Umlaufbahn des nächstinneren Mondes Caliban ist im Mittel etwa 800.000 km von Stephanos Orbit entfernt, die Entfernung der Bahn des nächstäußeren Mondes Trinculo beträgt im Mittel etwa 500.000 km.
Stephano umläuft Uranus in rund 676 Tagen und 12 Stunden beziehungsweise rund 1,85 Erdjahren. Stephano benötigt für einen Umlauf um Uranus also viel länger als die Erde um die Sonne.

## Physikalische Eigenschaften
Stephano hat einen Durchmesser von geschätzten 32 km, beruhend auf dem für ihn angenommenen Rückstrahlvermögen von 4 %. Die Oberfläche ist damit jedenfalls ausgesprochen dunkel. Seine Dichte wird auf 1,5 g/cm3 geschätzt. Damit dürfte der Mond zum überwiegenden Teil aus Wassereis und silikatischem Gestein zusammengesetzt sein. An seiner Oberfläche beträgt die Schwerebeschleunigung 0,007 m/s2, dies entspricht etwa 0,7 ‰ der irdischen. Stephano erscheint im Spektrum in grauer Farbe.

## Entstehung
Es wird angenommen, dass Stephano ein eingefangenes Objekt des Kuipergürtels ist und nicht in der Akkretionsscheibe, die das Uranussystem formte, entstanden ist. Es ist denkbar, dass der Mond von einem Kuipergürtelobjekt zunächst zu einem Zentauren wurde und daraufhin durch Uranus eingefangen wurde. Der exakte Einfangmechanismus ist nicht bekannt, doch das Einfangen eines Mondes benötigt die Dissipation von Energie. Die Hypothesen reichen von Einzug von Gas der protoplanetaren Scheibe, Interaktionen im Rahmen des Mehrkörperproblems und Einfang durch die stark anwachsende Masse von Uranus. Die orbitalen Parameter weisen darauf hin, dass Stephano zu derselben dynamischen Gruppe wie Caliban und Francisco gehört und diese Monde daher wahrscheinlich einen gemeinsamen Ursprung haben.